# Sinfonía sobre un aire montañés francés
La Sinfonía sobre un aire montañés francés (en francés: Symphonie sur un chant montagnard français), Op. 25 es una obra musical escrita en 1886 por Vincent d''Indy.
Como indica el título, d'Indy tomó el tema principal de una canción popular que oyó en Périer mientras veía las montañas Cevenas (de ahí el nombre alternativo: Symphonie cévenole). Originalmente concebida como una fantasía para piano y orquesta, la sinfonía es inusual ya que en ella el piano tiene una parte importante junto con la orquesta, y que para algunos críticos cae dentro de la categoría de sinfonía concertante. 
Consta de tres movimientos y dura poco menos de media hora:
- Assez lent - Modérément animé
- Assez modéré, mais sans lenteur
- Animé

La sinfonía comienza con una sugerente melodía interpretada por primera vez por un corno inglés. Los temas principales de los posteriores movimientos se basan en esta melodía, y la sinfonía progresa con cada una de las siguientes variaciones pareciéndose cada vez más a la versión original.
La obra fue dedicada a Marie-Léontine Bordes-Pène, que fue la solista en el estreno en París el 20 de marzo de 1887.